# Zavlekov (tvrz)
Tvrz Zavlekov je zřícenina v obci Zavlekov v okrese Klatovy. Ve čtrnáctém století ji založil Dluhomil z Velhartic. Jako panské sídlo sloužila až do počátku šestnáctého století, kdy byla opuštěna. Zřícenina tvrze je od roku 1964 chráněna jako kulturní památka.

## Historie
Prvním známým majitelem Zavlekova byl Dluhomil z Velhartic připomínaný v letech 1334 a 1377, který nejspíš založil zdejší tvrz. Panství po něm zdědil syn Bušek ze Zavlekova, který zde žil v roce 1394 s manželkou Eliškou. Když zemřel, prodala vdova Eliška roku 1404 panství Janovi z Herštejna a Velhartic. Ve skutečnosti mu prodala jen svůj věnný podíl, protože Jan z Herštejna byl Buškovým synovcem a většinu panství po něm zdědil už o několik let dříve. V kupní smlouvě se nachází první písemná zmínka o tvrzi. Kromě ní ke statku patřil poplužní dvůr, ves Zavlekov, poplužní dvůr v Mladicích, Stojanovice, Chvališovice, Jarkovice, Sviní, Konkovice a dvory v Tužicích, Újezdci a Točicích.
Jan z Herštejna měl syny Arnošta, Půtu a Viléma. Vilém získal od krále Ladislava odúmrť po Elišce. Tomu se roku 1456 bránili oba jeho bratři a začali se o majetek soudit. Na pokyn krále Jiřího z Poděbrad byly ohledány desky zemské, přičemž se zjistilo, že Vilémova žádost o odúmrť byla zbytečná, protože jeho otec panství řádně koupil. Spor byl ukončen roku 1465 tak, že každý z bratrů získal spravedlivý podíl.
Později se stal majitelem Zavlekova Jan Herštejnský z Velhartic, který jej okolo roku 1480 prodal Půtovi Švihovskému z Rýzmberka. Půta Švihovský jako významný šlechtic na Zavlekově nesídlil, a jeho syn Břetislav Švihovský z Rýzmberka zavlekovský statek roku 1504 zastavil na dobu tří let Přibíkovi z Chlumu za 700 kop grošů. Přibík svá práva brzy převedl na matku Kateřinu z Michnic na Nalžovech, a ta mu je v závěti z roku 1539 vrátila zpět. Břetislav Švihovský krátce poté Zavlekov vyplatil a roku 1544 jej prodal spolu se vsí Vidhošť Janovi Dlouhoveskému z Dlouhé Vsi za 825 kop grošů. Ve smlouvě se zavlekovská tvrz uvádí jako pustá („též s pustým zámkem v Zavlekomě“). Jan Dlouhoveský si potom přímo ve vsi postavil novou tvrz, která stávala v zemědělském dvoře. Po čase zanikla a na jejích zbytcích postavili sýpku. Jediným jejím pozůstatkem byl ve dvacátém století pozdně gotický portál ve dvoře jednotného zemědělského družstva.

## Stavební podoba
Tvrz stojí na skalisku rozděleném šíjovým příkopem. Jádro tvrze má lichoběžníkový půdorys a je postavené z lomového kamene. Dochovalo se do výšky prvního patra, ale část zdiva pochází z první poloviny devatenáctého století (podle Miloslava Bělohlávka až z roku 1856), kdy byla zřícenina romanticky upravena. Při úpravách byla v severozápadním nároží přistavěna okrouhlá bašta. Z původní stavby se dochovaly sklepy a gotický portál v úrovni prvního patra.

## Přístup
Zřícenina tvrze je volně přístupná odbočkou ze zeleně značené turistické trase z Plánice do Sušice.